# Альбертув (гміна Рокіцини)
Альбертув (пол. Albertów) — село в Польщі, у гміні Рокіцини Томашовського повіту Лодзинського воєводства.
Населення — 54 особи (2011).
У 1975-1998 роках село належало до Пйотрковського воєводства.

## Демографія
Демографічна структура станом на 31 березня 2011 року:
|          | Загалом | Допрацездатний вік | Працездатний вік | Постпрацездатний вік |
| -------- | ------- | ------------------ | ---------------- | -------------------- |
| Чоловіки | 22      | 4                  | 13               | 5                    |
| Жінки    | 32      | 11                 | 11               | 10                   |
| Разом    | 54      | 15                 | 24               | 15                   |